# Jan Blanken
Jan Blanken (Bergambacht, 15 november 1755 – Vianen, 17 juli 1838) was een Nederlands  waterbouwkundig ingenieur.

## Biografische gegevens
Jan Blanken, zoon van de timmerman Jan Theunisz Blanken en Niesje Ariensdr Blieck (later ook den Bliek genoemd), trad in de voetsporen van zijn vader, die waterbouwkundige was in Bergambacht en vanaf 1762 in Haastrecht. Blanken sr. was belast met het ontwerpen en bouwen van molens, sluizen en dijken in de Krimpenerwaard. De jonge Jan Blanken vergaarde bij zijn vader de praktische kennis voor het ontwerpen, verbeteren en beheren van waterstaatkundige objecten. Blanken huwde in 1777 met Maria van Lakerveld die hem 3 kinderen schonk.
Het eerste grote project voor Blanken jr. was het droogdok te Hellevoetsluis waarvan de bouw in 1798 startte. Bijzonder hierbij was dat een stoommachine deel uitmaakte van het ontwerp. Het was een van de eerste in Nederland. In 1808 ontwierp Blanken ook een nieuwe sluisdeur, de waaiersluis.  Dit was ook het begin van het conflict met Adriaan Goudriaan. Met betrekking tot de aanleg van militaire maritieme zaken adviseerde hij onder meer keizer Napoleon Bonaparte, in dat verband was hij verantwoordelijk voor de totstandkoming van de Rijkswerf Willemsoord te Den Helder. In 1808 werd Blanken, ten tijde van het Koninkrijk Holland Inspecteur-Generaal bij Waterstaat. Hij bleef dat, onder koning Willem I, tot en met 1826. De meeste bekendheid kreeg Blanken door de realisatie van het Noord-Hollands Kanaal tussen Amsterdam en Den Helder. Hij wordt vaak geciteerd als verantwoordelijk voor de plaatsing van het systeem van strandpalen langs de Nederlandse kust, maar een primaire bron is hiervoor niet te vinden. Wel is uit de biografie van Johan Ortt van Schonauwen door Ramaer uit 1911 af te leiden dat deze met het idee van strandpalen kwam rond 1843 (dus na het overlijden van Jan Blanken).  
Ook zijn broer Arie Blanken (1766-1824) en zijn neef Jan van Lakerveld Blanken (1793-1885) werden, net als een oom, waterbouwkundig ingenieur bij Waterstaat. Zijn jongere broer Willem Jansz Blanken (1769-1831) was opziener in dienst van het Hoogheemraadschap Delfland. 

## Eerste werkkringen en militaire carrière
Hij werd in 1775 eerste-ordinaris opzichter van de eilanden Voorne, Goeree en Overflakkee, waar hij bij de stormvloeden van november 1775 en februari 1776 goede diensten bewees. Hij gaf hier reeds blijk van die energie, die hem zijn gehele leven gekenschetst heeft. Tijdens de vierde Engelse Oorlog (1780-84) droeg hij bij tot het in orde maken der vestingen den Briel en Hellevoetsluis en tot den aanleg van een aantal batterijen langs de gehele Hollandsche kust. Hij ontving voor deze diensten een gratificatie van ƒ 400. In 1785, bij de geschillen met keizer Jozef II als heer der zuidelijke Nederlanden, werd hem het verkennen van de Schelde opgedragen, en in de daarop volgenden winter werd hij belast met het in staat van verdediging brengen van de grens met de genoemde landen. Tot beloning van zijn diensten werd hij in 1785 tot luitenant der artillerie ter standplaats Hellevoetsluis benoemd. Tijdens de onlusten van 1787 redde hij uit de handen van het gepeupel drie patriotten, die hij uit Hellevoetsluis naar Abbenbroek in veiligheid bracht. In 1792 behaalde hij twee prijzen met antwoorden op prijsvragen van de Hollandsche Maatschappij der Wetenschappen en van het Bataafsch Genootschap van proefondervindelijke wijsbegeerte. In 1793 was hij tijdens de belegering van Willemstad betrokken bij het aan de noordzijde van het Hollandsch Diep tot opstellen van batterijen. Hij werd tot kapitein der artillerie benoemd in 1794 en belast met het organiseren van de artillerie bij de ‘landzaten’, een korps dat toen voor de verdediging gevormd werd. In oktober 1794 richtte hij versterkingen langs den Lekdijk bij Vreeswijk en meer noordelijk tot aan de Oude Rijn op. Maar hij was niet in de gelegenheid ze te verdedigen omdat de Franse troepen onder Pichegru in januari 1795 met hun kanonnen de bevroren Lek overstaken, zodat de provincie Utrecht met hem capituleerde, alvorens een schot gelost was. Blanken trok met zijn troepen op Woerden terug en kreeg het bevel over de stad Oudewater.

## De Bataafse Republiek

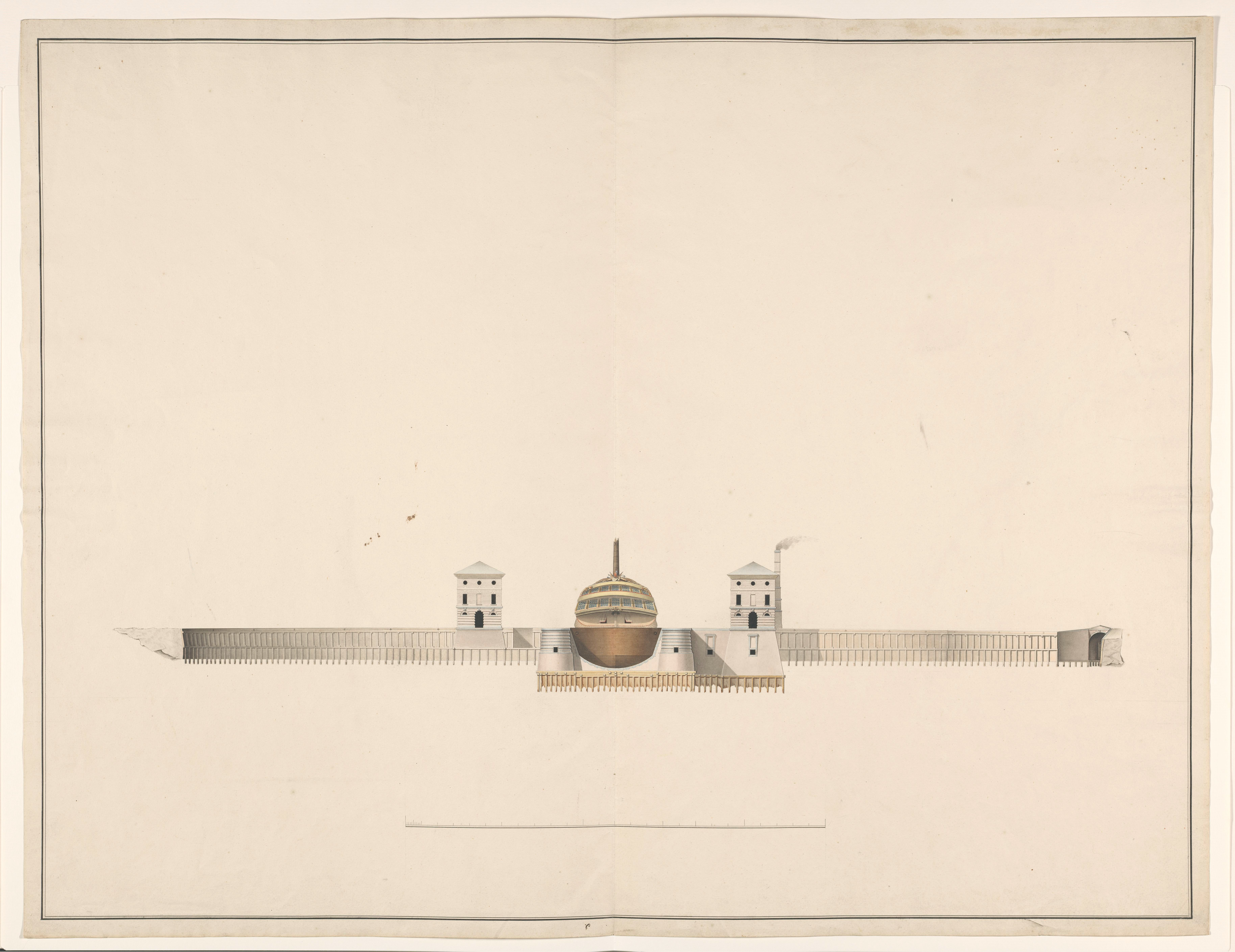
Tekening van het dubbel droogdok te Hellevoetsluis

In dienst van de  Bataafse Republiek werd hij in maart 1795 benoemd tot lid der door het bestuur van de door die Republiek ingestelde commissie van superintendentie over de zeedijken, onder voorzitterschap van Christiaan Brunings. Het gevolg van deze benoeming was dat zich veel meer met de waterstaat ging bezighouden. In 1796 beantwoordde hij een prijsvraag van het Bataafsch Genootschap over de mogelijkheid (die door velen ontkend werd) om in onzen slappen bodem droge dokken aan te leggen. In 1797 kreeg hij de opdracht om studiereis naar Frankrijk te maken tot onderzoek der havens en hun militaire verdediging. Hij kreeg in1798 de opdracht voor de aanleg van de grote zeesluis met droogdok in Hellevoetsluis. Ook werd toen een verbeterde stoompomp door hem uitgevonden en hier toegepast.
Bij een volgende reorganisatie van den waterstaat (16 Juli 1800) werd hij commissaris-inspecteur, en werd hij belast met het gedeelte van het departement Schelde en Maas benoorden Krammer en Grevelingen. In ditzelfde jaar maakte hij een dienstreis naar enige steden in Noord-Duitsland om verschillende  waterbouwkundige werken te bestuderen.
Tijdens de watersnood in het voorjaar van 1803 wilde Blanken de Zuider Lekdijk doorsteken om dijkdoorbraken elders te voorkomen Dit plan was in het diepste geheim ontwikkeld. De ingenieur Conrad Ludwig Brunings (een jongere broer van Christiaan Brunings) weigerde echter deze opdracht uit te voeren, omdat er naar zijn mening een te groot leed aan de bevolking zou worden aangedaan. Brunings wordt over dit krasse optreden door Welcker hoog geprezen; hij zette zijn baan in deze veelbewogen tijden op het spel om een grote streek van overstroming te vrijwaren.
Blanken had een wat moeizaam karakter. Welcker zegt dat Blanken heel erg geneigd is zowel in zijn rapporten als in zijn uitgegeven geschriften, zichzelf te verheffen. Dit verschil in karakter (met onder andere Goudriaan) heeft tot grote conflicten geleid (zie paragraaf hieronder).
Na de watersnood van 1803 verkreeg hij tot loon van zijn daarbij bewezen diensten de titel van luitenant-kolonel. Toen binnen een jaar na den vrede van Amiens de oorlog met Engeland opnieuw was uitgebarsten, werd Blanken met twee niet-deskundigen (Six en Jacobson) als gevolmachtigd commissaris naar Parijs gezonden om de eersten consul (Napoleon) in te lichten over de verdedigingsmiddelen der Bataafsche Republiek aan zee, in het bijzonder over de haven van den Helder.

## Het Koninkrijk Holland
Bij de reorganisaties van de waterstaat van 1803 werd hij benoemd tot Inspecteur van de Waterstaat (dit heette later later hoofdingenieur). Hij werd verantwoordelijk voor  het 1e district, bestaande uit het zuiderkwartier van Holland. In 1804 werd hem een geheime missie opgedragen, weer in verband met de militaire verdediging, ditmaal in Zeeland. Bij de reorganisatie van 1807 werd zijn functie gecontinueerd als een van de 9 inspecteurs.
Na de dood van de inspecteur-generaal Frederik Willem Conrad (sr), op 6 februari 1808, werden in diens plaats twee inspecteurs-generaal benoemd bij koninklijk besluit van 21 maart 1808. Blanken was een van hen, en is dit tot zijn pensionering gebleven.
In 1809 richtte koning Lodewijk het comité central van de waterstaat op. Blanken werd daarin niet als lid benoemd, maar was wel van rechtswege lid. Kort daarna vond de watersnood van 1809 plaats, Naar aanleiding daarvan wed in Gorinchem bij de Korenbrugsluis een waaiersluis gemaakt. Dit type sluis kon ook tegen de waterdruk in geopend worden, en was dus heel geschikt om als inundatiesluis te gebruiken als de waterstand op de rivier te hoog dreigde te worden. Blanken claimde dat de uitvinding van dit sluistype van hem was, maar dat werd door Goudriaan betwist. Deze twist zou de eerste aanleiding zijn voor het conflict tussen beide, dat tot hun dood zou voortduren (zie ook paragraaf hieronder). Ook stelde Blanken wederom voor om de zuider Lekdijk door te steken, maar dat ging uiteindelijk niet door omdat door een samenloop van omstandigheden op het laatste moment de noorder Lekdijk geen gevaar meer liep. Dit kwam doordat zich in de bovenmond van het Pannerdensch kanaal een zware ijsdam vormde, waardoor vrijwel al het Rijnwater via de Waal afgevoerd werd, met als gevolg dat de Waaldijken op verschillende plaatsen doorbraken en de waterstand zakte.  In de tijdgeest van dat moment waren deze plannen overigens niet bijzonder, er waren nog extremere ideeën. Zo had koning Lodewijk zelf het denkbeeld om de gehele Betuwe voor het winterwater open te zetten en de dorpen en alleenstaande huizen op terpen te plaatsen. 

## In Franse dienst
Bij de inlijving bij Frankrijk bleef hij in zijn betrekking en werd in 1811 definitief benoemd tot inspecteur-général des ponts et chaussées. Hij kreeg samen met Goudriaan de  verantwoordelijkheid voor 16ème inspection, die werd verdeeld in twee sous-inspections. Tot Blanken's sous-inspection hoorden de departementen Zuiderzee, Bouches de la Meuse en IJssel Supérieur (dus Noord-Holland, Utrecht, Zuid-Holland en Gelderland benoorden de Waal). Napoleon die hem reeds kende, had in Blanken groot vertrouwen, vermoedelijk ook door de militaire aanpak van Blanken van de waterproblematiek. Dit bleek ook daaruit, dat hij en Goudriaan samen met één enkele Fransman (eerst Ducros en na 1812 Liard), de enige met een dienstkring belaste inspecteurs-généraux waren die zitting hadden in het uit 12 leden bestaande conseil-général des ponts et chaussées; de overige leden hadden geen bepaalde dienstkring, en woonden allen te Parijs. Blanken vergezelde den keizer tijdens zijn inspectie van de werken aan het Nieuwediep, van de sluizen van Katwijk, verder naar 's Gravenhage en naar Nijmegen. Op 1 augustus 1812 kwam het eerste Franse linieschip aan de kade in Den Helder te liggen.

## Na de Franse tijd

Kaart van de haven het Nieuwediep in 1818 met waaiersluis

Bij vertrek van de Fransen in 1814 werden aan Blanken's inspectie de provincies Zeeland, Staats-Vlaanderen gebracht en Noord-Brabant toegevoegd. De door Napoleon bevolen werken in Den Helder werden gestopt, Maartoen toen Willem 1 in oktober 1814 de werken in Den Helder met Blanken inspecteerde, werd hij onmiddellijk meegesleept in de overtuiging da ze nuttig waren en gaf hij bevel tot voortzetting daarvan. Daarbij hoorde ook de aanleg van een droogdok aan het Nieuwediep, waarvoor een put tot een diepte van 9,40 meter onder hoogwater nodig was. Na veel problemen heeft Blanken dit dok samen met J. Glimmerveen, M. Mertens en  F.W. Conrad in de periode  1816-1820 gecompleteerd.Het bleek later echter dat veel herstelwerk nodig was, omdat het dok was gemaakt met het zogenaamde Caziuscement dat onder water heel slecht verhard, en zelfs zacht wordt. 
In 1815 werden in Zuid-Holland op voorstel van Blanken waaiersluizen aangelegd voor de verdediging, om snel gebieden te kunnen inunderen. In 1816 werd hij samen met generaal-majoor M.J. de Man  belast om in overleg met de Pruisische gemachtigden de grenzen van dat koninkrijk vast te stellen.

## Onder koning Willem 1
Bij de reorganisatie van 1817 werd hij tegelijk inspecteur voor Noord- en Zuid-Holland en Utrecht en inspecteur-generaal voor die provincies en de 5 oostelijke provincies van de noordelijke Nederlanden. Voor invulling van de staf werd aan Blanken en aan Goudriaan advies gevraagd. Blanken stelde een aantal opzichters (conducteurs) voor als ingenieur 2e klasse en deze zijn ook bijna allen benoemd. 
In 1816 werd onder zijn leiding overgegaan tot het bedijken van het Koegras ten zuiden Den Helder en van het Buitenveld ten oosten van Den Helder. Deze bedijking, die het volgende jaar gereed kwam, stond in verband met het (voor die tijd zeer grote) werk van de aanleg van het Groot Noordhollandsch Kanaal. Dit kanaal is door Blanken ontworpen en ook onder zijn leiding uitgevoerd. Koning Willem I vestigde in 1818 de aandacht van de deskundigen er op, dat door een kanaal in de richting, waar later het Noordzeekanaal aangelegd is, de belangen van Amsterdam veel beter behartigd zouden worden. Blanken beweerde echter, dat dit te kostbaar zou worden. Waarschijnlijk had hij daar gelijk in, omdat met de techniek van die tijd een sluizencomplex in de duinen te duur zou worden. Voor het Noordhollandsch Kanaal konden toch grote gedeelten van bestaande ringvaarten en kanalen, hoewel de meeste met enige verbreding en verdieping, gebruikt worden. Het bezwaar dat de scheepsgrootte hierdoor sterk gelimiteerd was, speelde op dat moment nog niet.
In 1818 en 1819 werd het reeds door Blanken in 1810 geopperde denkbeeld tot aanleg van een kanaal uit de Linge bij Gorinchem naar Steenenhoek uitgevoerd, ter ontlasting van de Linge en daardoor van de Betuwe bij hoog water. In 1819 stelde hij voor om waaiersluizen aan te leggen op een aantal plaatsen tot afleiding van hoog rivierwater, in het bijzonder bij ijsgang. 

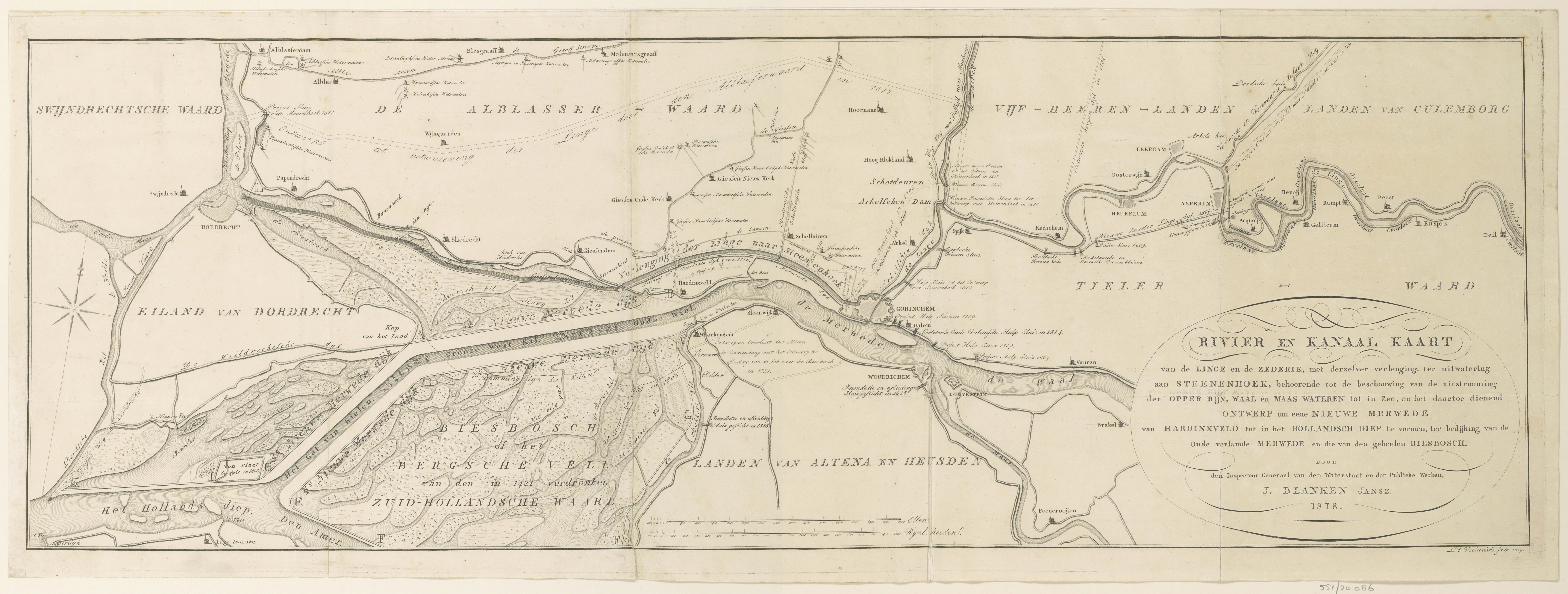
Ontwerp van de Nieuwe Merwede

In dat jaar stelde hij ook voor om de killen van de Biesbosch samen te voegen tot een krachtige rivier en tegelijk de Beneden-Merwede af te sluiten. Het werd door Goudriaan fel bestreden; deze werd gesteund door de kooplieden uit Rotterdam en Dordrecht, die bang waren dat zij achter een sluis kwamen te liggen, wat natuurlijk een groot nadeel was voor de scheepvaart op Duitsland. Toch nam de 1e riviercommissie van 1821 Blankens denkbeeld over, maar de 2e (van 1828) stelde voor, met de aanleg van de rivier door de Biesbosch (die later de Nieuwe Merwede werd genoemd) de Beneden-Merwede te behouden. Dit plan is ook zo uitgevoerd. 
Bij de watersnood van 1820, die van dezelfde omvang was als die van 1809, wist Blanken weer een koninklijk besluit te provoceren, ten gevolge waarvan de zuider Lekdijk in sommige gevallen mocht worden afgegraven. Gelukkig is het ook deze keer niet gebeurd.
Blanken, die tijdens de Franse overheersing als inspecteur-generaal te Amsterdam gewoond had, verhuisde in 1817, ten behoeve van de werken van het Noordhollandsch Kanaal en van het droogdok aan het Nieuwediep, naar Den Helder. Vanaf 1822 hadden de inspecteurs-generaal geen vaste standplaatsen, maar hadden zich te begeven waar de minister dit wenste. Blanken, die na het overlijden van zijn schoonvader, de steenfabrikant A. van Lakerveld, in 1816 de buitenplaats Vijverlust aan de dijk even ten westen Vianen had geërfd, ging daar wonen. Maar hij was de rest van zijn loopbaan wel voortdurend op pad.
Hij werd door koning Willem I in 1823 tot staatsraad in buitengewone dienst benoemd. Het conflict met Goudriaan breidde zich in de jaren daarna uit, vooral nadat Goudriaan de functie kreeg van Administrateur. Vanwege al dat gedoe, en vanwege dat hij geen zin meer had in de taken verbonden aan de Bijzondere Riviercorrespondentie vroeg hij ontslag aan, dat hem in 1827 verleend werd. Na het overlijden van Goudriaan in 1829 was hij de enige zeer ervaren adviseur van de regering. Hiervoor had hij nog een ingenieur en een opzichter tot zijn beschikking. Hij heeft tijdens zijn pensioen nog veel gepubliceerd.  

## Het conflict tussen Jan Blanken en Adriaan Goudriaan
Beide ingenieurs waren collega's en voor een deel ook rivalen in de ambtelijke hiërarchie van de waterstaat. Blanken was een meer militair geschoold man, en wat meer een autodidact dan Goudriaan, die dankzij zijn vader een goede training op dit gebied had gekregen. Goudriaan had meer mathematische kennis en was diplomatieker dan Blanken. Blanken was weliswaar 13 jaar ouder dan Goudriaan, maar omdat Goudriaan al op jonge leeftijd in de waterbouw werkzaam was, ontliepen ze elkaar niet veel in ervaring. Beide waren ambitieus, Een eerste conflict ontstond toen Goudriaan het ontwerp van een Waaiersluis van Jan ten Holt uit Kampen bekeek. Goudriaan vond dit een interessante ontwerp, maar was van mening dat het concept niet goed kon werken en te duur was. Een paar jaar later kwam Blanken met dit ontwerp en claimde dat dit zijn uitvinding was en vroeg er octrooi op aan. Er ontstond een discussie die niet tot een goed einde kwam.
Kort daarna werd in de Franse tijd de waterstaat veelvuldig gereorganiseerd, waardoor er een stoelendans ontstond. Op een gegeven moment was er een vacature voor Inspecteur-generaal. De toenmalige minister (Twent van Raaphorst) benoemde Blanken tot Inspecteur van de Rijkswaterstaat, en zorgde dat Goudriaan Inspecteur-generaal van de departementale waterstaat werd. Hij benoemde dus als zijn topadviseurs twee zeer deskundige, maar qua karakter heel verschillende mensen. Na 1814 moest er weer een nieuwe waterstaats-organisatie komen. Blanken stelde een organisatie voor op meer militaire voet (hij stelde zelfs voor dat het een onderdeel van de Genie kon worden), terwijl Goudriaan meer voor een zuiver civiele organisatie was. Hierbij heeft Blanken regelmatig geprobeerd om Goudriaan in een kwaad daglicht te plaatsen. Na veel gedoe kwam er een op militaire leest geschoeid ‘Corps Ingenieurs van de Waterstaat en Publieke Werken’ met twee inspecteurs-generaal (Blanken en Goudriaan). Goudriaan werd verantwoordelijk voor Zuid en Oost Nederland (dus inclusief België). Beiden waren niet gelukkig, Blanken omdat het Corps niet gelijkwaardig gezien werd aan de militaire Genie, en Goudriaan omdat hij weinig belangstelling had voor de waterbouw in de hoger gelegen gebieden. Blanken kwam in die jaren ook met een plan tot aanleg van een Nieuwe Merwede (en afsluiting van de Merwede bij Hardinxveld), waar Goudriaan zeer op tegen was. De tegenstand die Blanken van Goudriaan ondervond in relatie tot de Nieuwe Merwede maakte Blanken in deze periode bijzonder geïrriteerd. Bij de reorganisatie van 1823 werd Goudriaan benoemd tot Administrateur van de Waterstaat, en Blanken tot (enige) Inspecteur-generaal. Dit plaatse Goudriaan boven Blanken. Maar de voornamelijk administratieve functie belette Goudriaan wel om zijn waterbouwkundige creativiteit in de praktijk toe te passen. De spanningen tussen hem en Blanken liep weer hoog op, vooral bij de discussies bij genootschappen als de Hollandsche Maatschappij der Wetenschappen. Bij de projecten als het Kanaal door Marken (wordt nu Goudriaankanaal genoemd) maar ook bij personeelszaken waren er publiekelijk tegenstellingen. Blanken vond dat bij promoties met name de anciënniteit van betrokkene de doorslag moest geven, terwijl Goudriaan meer belang hechtte aan kennis en bereikte resultaten. Hierdoor werden soms jongere mensen bevorderd, hetgeen tot scheve gezichten leidde bij oudere ambtenaren. Op grond hiervan werd Goudriaan soms van nepotisme beschuldigd, temeer daar hij ook zijn zoon op een aantrekkelijke positie plaatste (overigens goed onderbouwd).  Uit de archiefstukken blijkt dat het alleen Blanken is die zich iedere keer door Goudriaan benadeeld voelt, en daarover klaagt. Men kan zich dan afvragen of het geschetste beeld wel geheel de realiteit benadert, of namelijk ook Goudriaan zich niet te buiten ging aan klachten over Blanken. Naar aanleiding van de gevonden archiefstukken constateert Westphal dat dit niet het geval was.
Dit in tegenstelling van de nogal tendentieuze negatieve beeldvorming van Ramaer.

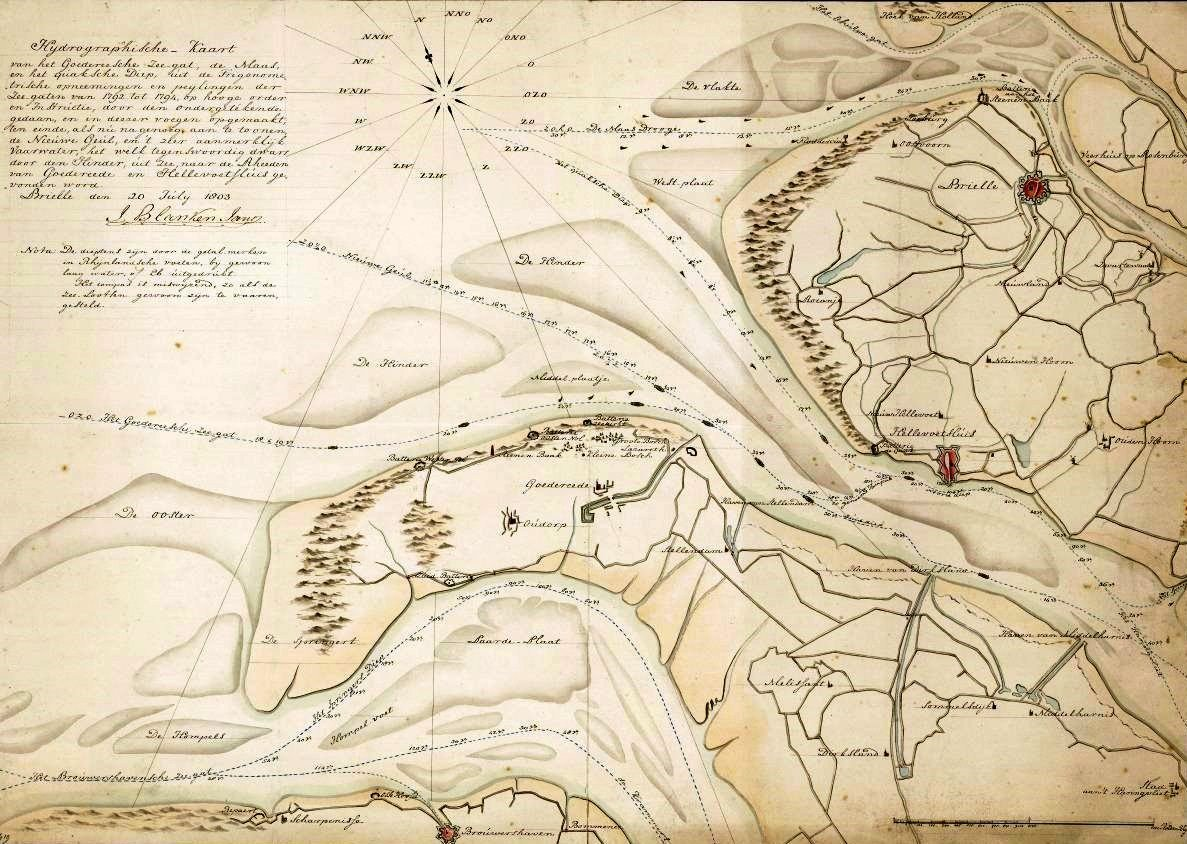
Door Jan Blanken in 1803 vervaardigde militaire kaart van het Goereese Zeegat

## Loopbaan
- 1775 - eerste ordinaris-opzichter van de Hollandse eilanden Voorne, Goeree en Overflakkee
- 1785 - luitenant der artillerie
- 1794 - kapitein der artillerie
- 1795 - door de Staten van Holland benoemd tot lid van het comité voor superintendentie van zeedijken en weringen in het gewest Holland
- 1798 - nadat het besluit is genomen tot uitvoering van de sluis- en dokwerken in Hellevoetsluis, benoemd tot directeur
- 1800 - commissaris-inspecteur van het departement Schelde en Maas benoorden Krammer en Grevelingen
- 1803 - luitenant-kolonel
- 1803 - inspecteur in het 1e district van de Waterstaat (Zuiderkwartier van Holland)
- 1808 - inspecteur-generaal van de Waterstaat
- 1809 - ontwerper van de Lingewerken.
- 1815 - samen met Cornelis Krayenhoff grondlegger van de Nieuwe Hollandse Waterlinie
- 1823 - het dok te Hellevoetsluis volgens plannen Jan Blanken afgebouwd
- 1826 - ontheven uit zijn functie

## Varia

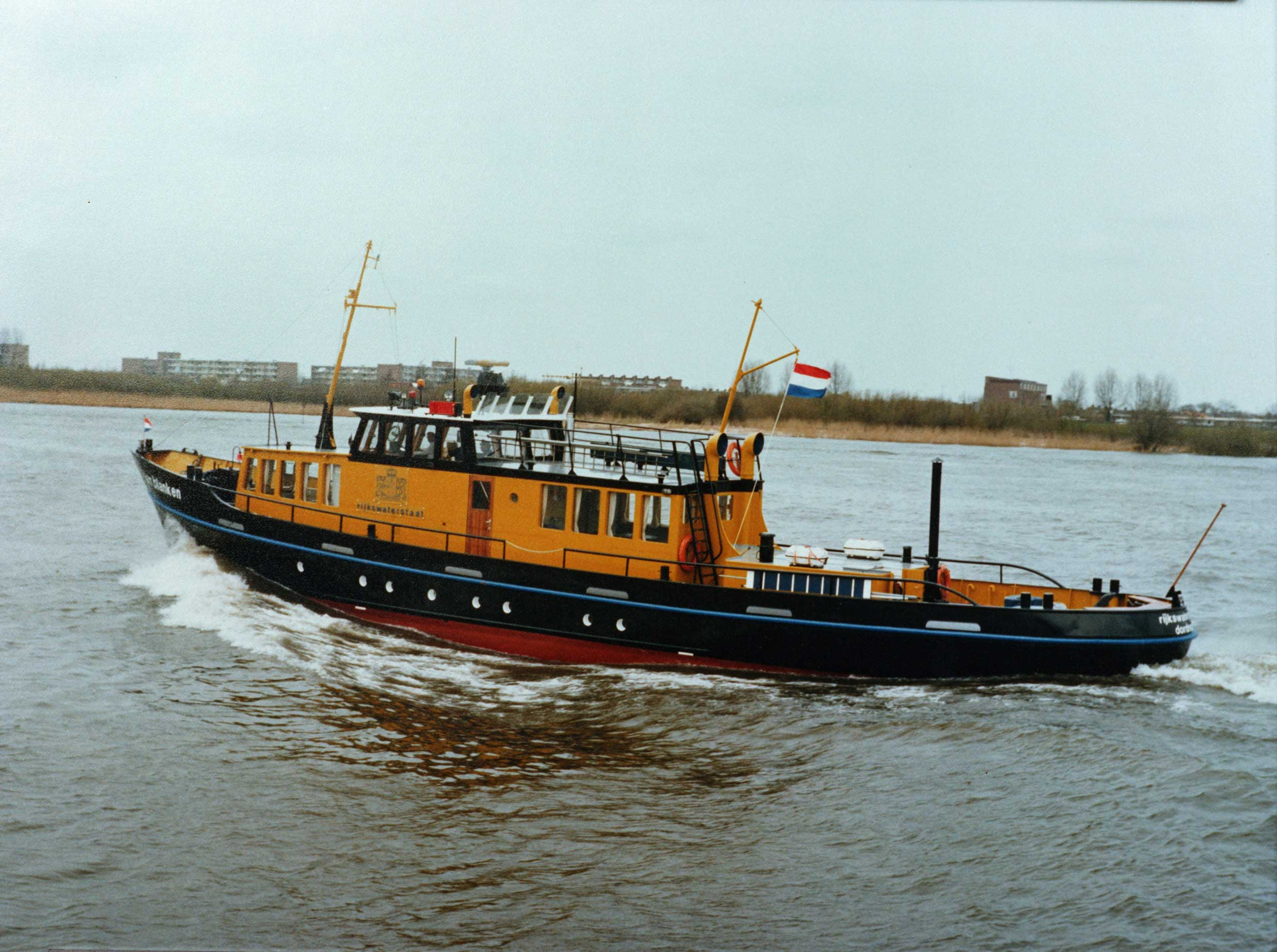
Het naar Jan Blanken genoemde directievaartuig van rijkswaterstaat

- Diverse directievaartuigen van rijkswaterstaat kregen de naam Jan Blanken toebedeeld.
- Er zijn in Nederland bruggen naar Blanken vernoemd:
  - Jan Blankenbrug bij Vianen over de Lek in de autosnelweg A2;
  - Jan Blankenbrug in Purmerend over het Noordhollandsch Kanaal.
- In Vianen loopt de Jan Blankenweg. Deze weg loopt langs de Grote Sluis. De Grote Sluis is de vervanger van voormalige Wilhelminasluis die door Blanken in 1824 werd gebouwd. De overbodig geworden Wilhelminasluis is begin jaren vijftig van de vorige eeuw is ontmanteld.
- Ook in Den Haag, Hellevoetsluis, Hilversum en Gorinchem zijn straten naar Blanken vernoemd.
- Op de begraafplaats Sparrendreef te Vianen is het gietijzeren grafmonument van Jan Blanken te vinden.
- Sinds 17 juli 2018 staat er aan de Jan Blankenweg te Vianen een informatief monument/kunstwerk ter nagedachtenis aan de waterbouwkundige.[8]

- Bibliothèque nationale de France: cb15517931c (data)
- Biografisch Portaal: 14237571
- Digitale Bibliotheek voor de Nederlandse Letteren: blan028
- Gemeinsame Normdatei: 118851888
- International Standard Name Identifier: 0000 0000 2765 8663
- Library of Congress Control Number: n87931283
- Nationale Bibliotheek van Tsjechië: xx0171670
- Nederlandse Thesaurus van Auteursnamen: 069766258
- RKD-Nederlands Instituut voor Kunstgeschiedenis: 120066
- Virtual International Authority File: 72191669
- WorldCat: E39PBJvMCkkmcJWhGvG7GyCqQq